# Seznam zemských velitelů v Čechách 1620–1918

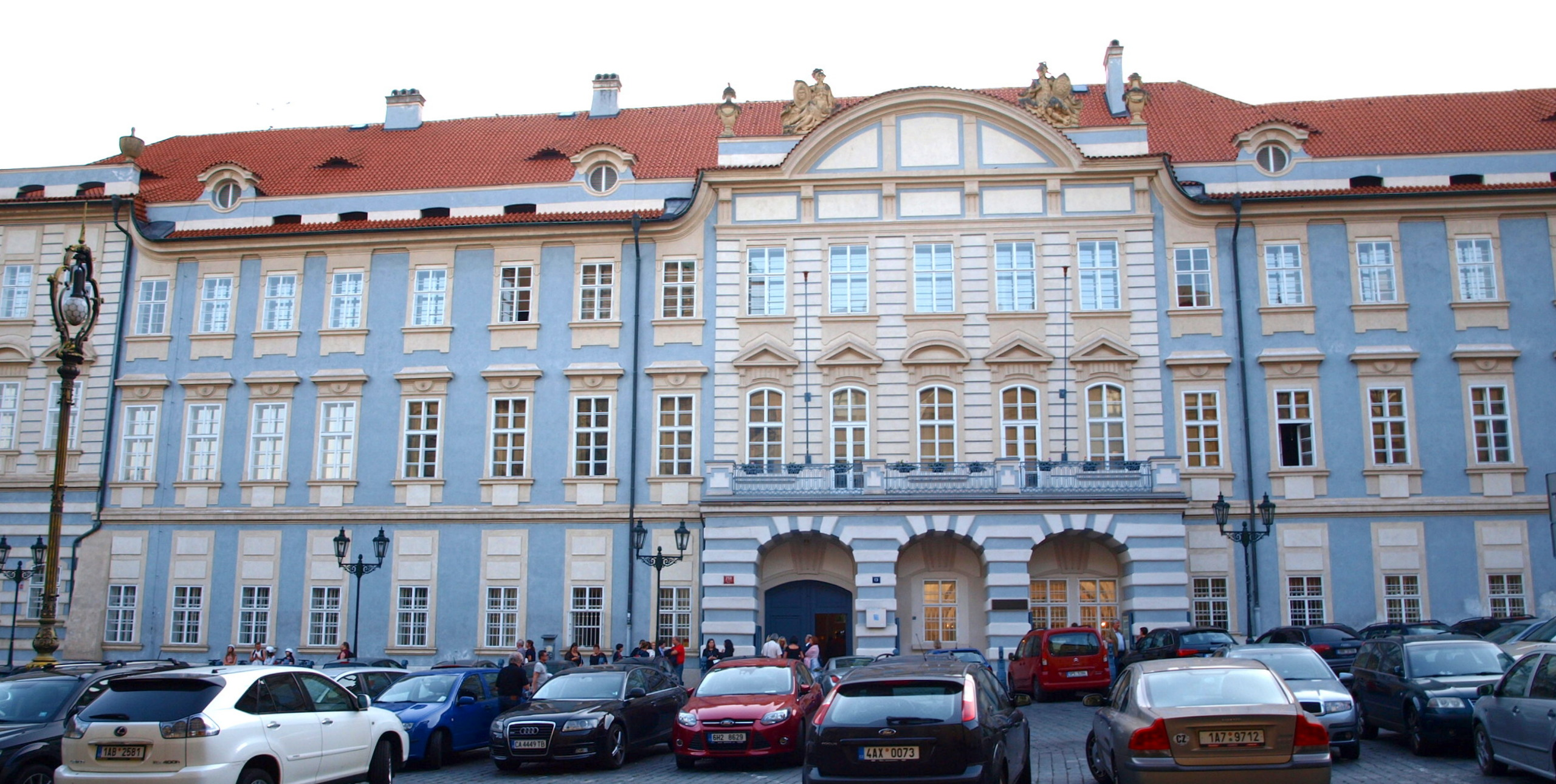
Lichtenštejnský palác na Malostranském náměstí, sídlo zemského velitelství v Čechách v letech 1848–1918

Po bitvě na Bílé hoře a upevnění moci Habsburků v Čechách se Praha stala sídlem stálé vojenské posádky. Ještě během třicetileté války se velitel pražské posádky stal zároveň velícím generálem pro celé České království, později došlo k přeměně žoldnéřského vojska na stálou armádu. Praha sice přišla o postavení panovnické rezidence a stala se jedním z provinčních měst habsburské monarchie, její vojensko-politický význam si ale Habsburkové uvědomovali. Během 17. a 18. století proto došlo k výstavbě barokní pevnosti s citadelou na Vyšehradě. Pražská pevnost byla během dynastických válek 18. století několikrát dobyta a obsazena nepřátelskými vojsky. Význam pevnosti díky tomu poklesl, Praha nicméně zůstala sídlem zemského velitelství pro Čechy až do roku 1918. Vojenskou službu v Praze původně zajišťovaly různé pluky, až v 80. letech 19. století zde byl trvale umístěn VIII. armádní sbor c.k. armády. Zemští velitelé v Čechách sídlili původně ve svých vlastních nebo pronajatých palácích, v letech 1848–1918 byl sídlem zemského velitelství Lichtenštejnský palác na Malostranském náměstí. Tuto budovu pak po zániku monarchie převzala Československá republika a do roku 1938 zde bylo Zemské vojenské velitelství. 

## Seznam vrchních zemských velitelů v Českém království a vojenské posádky v Praze v letech 1620–1918

Polní maršál hrabě Rudolf Colloredo (1585–1657), zemský velitel v Čechách v letech 1638–1657

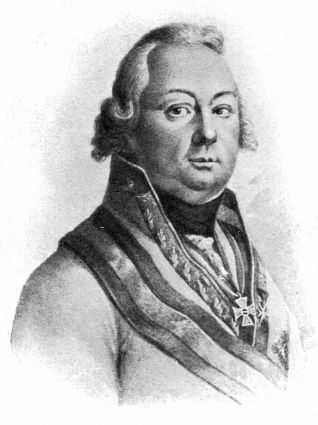
Polní maršál hrabě Jan Karel Kolovrat Krakovský (1748–1816), zemský velitel v Čechách v letech 1803–1816

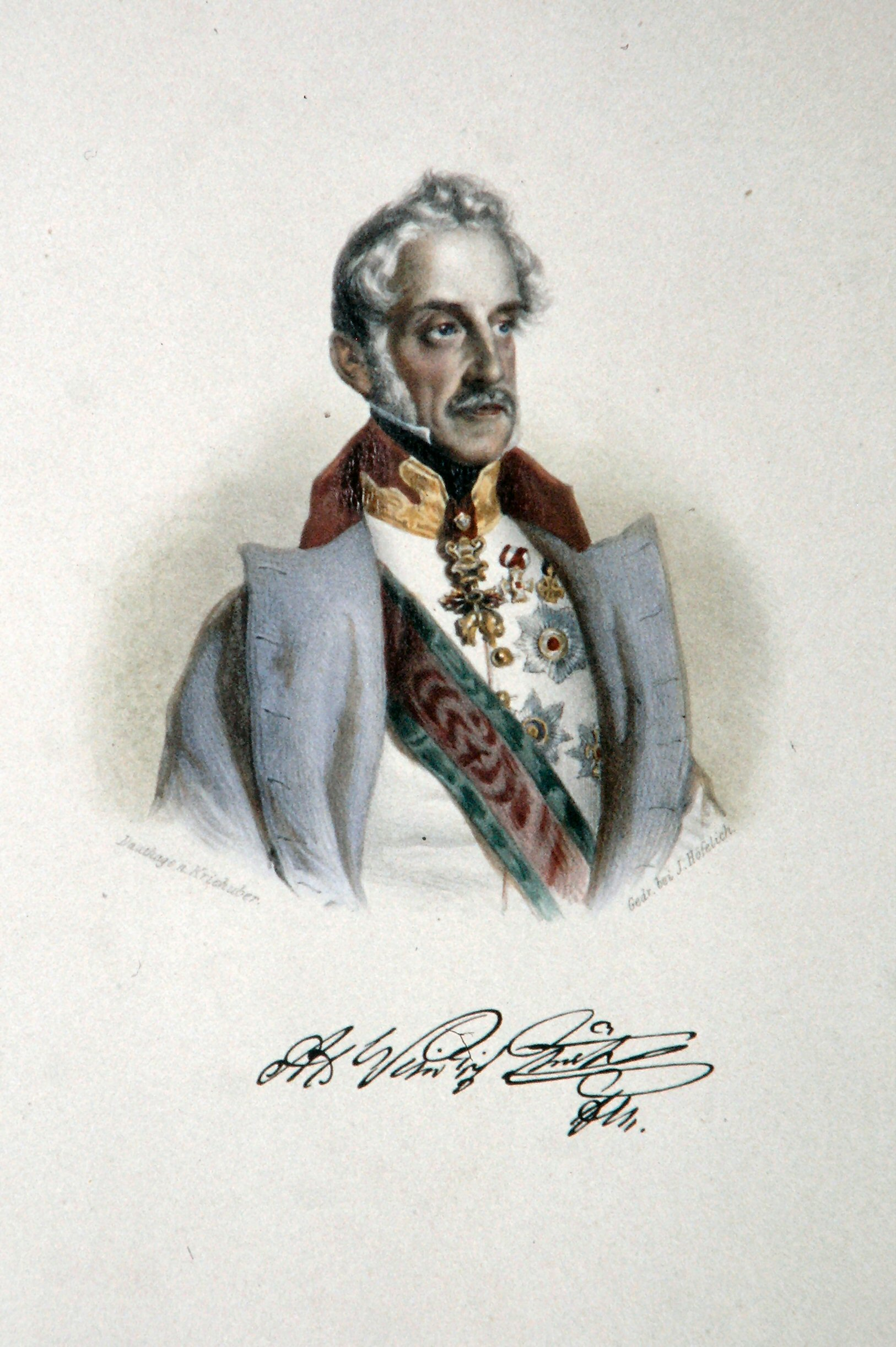
Polní maršál kníže Alfred Windischgrätz (1787–1862), zemský velitel v Čechách v letech 1840–1848

- 1622–1630 generalissimus Albrecht Václav Eusebius hrabě z Valdštejna, vévoda frýdlantský (1583–1634)
- 1630–1638 polní maršál Baltazar hrabě Marradas (1560–1638)
- 1638–1639 plukovník Ladislav Burian hrabě z Valdštejna (1596–1645)
- 1639–1657 polní maršál Rudolf hrabě Colloredo-Waldsee (1585–1657)
- 1657–1665 polní maršál Jan svobodný pán van der Croon (†1665)
- 1665–1671 generální polní strážmistr Wolfgang Friedrich hrabě Cob von Neuding (1614–1679)
- 1671–1690 polní zbrojmistr Jan František svobodný pán z Kaisersteina (†1690)
- 1690–1691 generál jezdectva Kryštof Vilém svobodný pán z Polžic a Bezdružic (†1691)
- 1691–1706 polní maršál Vilém Jan Antonín hrabě Daun (1621–1706)
- 1706–1716 polní zbrojmistr Václav Hroznata hrabě z Gutštejna (1663–1716)
- 1716–1730 polní maršál Damián Jan Filip svobodný pán Sickingen (1665–1730)
- 1730–1733 polní zbrojmistr Otakar František hrabě ze Starhembergu (1681–1733)
- 1733–1745 polní maršál Heřman Karel hrabě Ogilvy (1679–1751)[pozn. 1]
- 1746–1751 polní maršál Jan Jiří Kristián kníže z Lobkowicz (1686–1755)
- 1751–1757 polní maršál Maxmilián Ulysess hrabě Browne (1705–1757)
- 1757–1760 polní zbrojmistr Ferdinand Filip hrabě Harsch (1704–1792)
- 1760–1765 polní podmaršál Jan Karel svobodný pán Partini (1706–1766)
- 1765–1778 polní maršál Bedřich Jiří hrabě Wied-Runkel (1712–1779)
- 1778–1779 polní zbrojmistr Karel Reinhard svobodný pán von Ellrichhausen (1720–1779)
- 1779–1783 polní zbrojmistr Josip hrabě Šišković (1719–1783)
- 1784–1789 polní zbrojmistr Michael Jan hrabě Wallis (1732–1798)
- 1789–1791 polní podmaršál Ludvík Josef hrabě Desnoyers de Brechainville (1732–1799)
- 1791–1792 polní zbrojmistr Bedřich Vilém kníže Hohenlohe-Kirchberg (1732–1796)
- 1792–1795 polní podmaršál Václav Josef hrabě z Thun-Hohensteina (1737–1796)
- 1795–1798 polní maršál Blasius Columban svobodný pán Bender (1713–1798)
- 1798–1800 polní podmaršál Karel Josef svobodný pán von Sterndhal (1735–1816)[pozn. 2]
- 1801–1803 generál jezdectva Michael Benedikt svobodný pán von Melas (1729–1806)
- 1803–1816 polní maršál Jan Karel hrabě Krakovský z Kolovrat (1748–1816)
- 1816–1823 polní zbrojmistr Vincenc Maria hrabě Libštejnský z Kolovrat (1749–1824)
- 1823–1829 polní zbrojmistr Ignác hrabě Gyulai de Maros-Németh (1763–1831)
- 1829–1833 polní zbrojmistr Alois Gonzaga princ z Lichtenštejna (1780–1833)
- 1833–1840 polní podmaršál Emanuel hrabě Mensdorff-Pouilly (1777–1852)
- 1840–1848 polní maršál Alfred kníže Windischgrätz (1787–1862)
- 1848–1850 polní zbrojmistr František hrabě Khevenhüller-Metsch (1783–1867)
- 1850–1851 generál jezdectva arcivévoda Albrecht Bedřich (1817–1895)
- 1851–1866 generál jezdectva Eduard hrabě Clam-Gallas (1805–1891)
- 1866–1870 generál jezdectva Vilém Albrecht kníže Montenuovo (1819–1895)
- 1870–1871 polní podmaršál Jan Karel hrabě Huyn (1812–1889)
- 1871–1874 generál jezdectva Alexandr svobodný pán von Koller (1813–1890)
- 1874–1881 polní zbrojmistr Josip Filipović svobodný pán von Philippsberg (1818–1889)
- 1881–1882 polní zbrojmistr Eduard svobodný pán von Litzelhofen (1820–1882)
- 1882–1889 polní zbrojmistr Josip Filipović svobodný pán von Philippsberg (1818–1889)
- 1889–1899 polní zbrojmistr Philipp hrabě Grünne (1833–1902)
- 1899–1904 polní zbrojmistr Ludwig Fabini (1830–1906)
- 1904–1908 polní zbrojmistr Hubert svobodný pán von Czibulka (1842–1914)
- 1908–1912 generál pěchoty Albert svobodný pán von Koller (1849–1942)
- 1912–1914 generál pěchoty Arthur svobodný pán Giesl von Gieslingen (1857–1935)
- 1914–1916 polní podmaršál Simon Schwerdtner von Schwerdtburg (1854–1925)
- 1916–1918 polní podmaršál Paul Kestřanek (1856–1929)
- 1918      polní podmaršál Eduard Zanantoni (1862–1933) (velitel pražské posádky)